# Simon Larbalestier
Simon Larbalestier (Pembrokeshire, Gales, 1962) es un fotógrafo galés conocido sobre todo por sus colaboraciones con Vaughan Oliver y los estudios de diseño 23 Envelope y v23 con quienes ha realizado fotografías para portadas de discos de bandas como Pixies, Red House Painters, Heidi Berry y otros artistas del sello discográfico 4AD. Muchas de las colaboraciones de la pareja aparecen en el libro Vaughan Oliver: Visceral Pleasures. Sus trabajos han aparecido en portadas de revistas como New Scientist y portadas de libros de Random House y Secker & Warburg.
Se graduó con un máster en el Royal College of Art de Londres en 1987. Algunas de las fotografías que usó en su tesis aparecen en el primer EP de Pixies Come On Pilgrim. Larbalestier siguió trabajando con Pixies en discos como Surfer Rosa, Doolittle y Bossanova aporándole a la banda un estilo distintivo y único.